# Liste der Kulturdenkmäler in Gierschnach
In der Liste der Kulturdenkmäler in Gierschnach sind alle Kulturdenkmäler der rheinland-pfälzischen Ortsgemeinde Gierschnach aufgeführt. Grundlage ist die Denkmalliste des Landes Rheinland-Pfalz (Stand: 27. Oktober 2023).

## Einzeldenkmäler
| Bezeichnung                      | Lage                                         | Baujahr                 | Beschreibung                                                        | Bild                                    |
| -------------------------------- | -------------------------------------------- | ----------------------- | ------------------------------------------------------------------- | --------------------------------------- |
| Katholische Kapelle St. Nikolaus | Burgstraße Lage                              | 1866                    | neugotischer Bruchsteinsaal, 1866                                   | Fotos hochladen                         |
| Kreuze                           | Burgstraße, vor der Kapelle Lage             | 17. bis 19. Jahrhundert | elf Grabkreuze, 17. bis 19. Jahrhundert; Wegekreuz, bezeichnet 1669 | BW                                      |
| Wegekreuz                        | Burgstraße, Ecke Schulstraße Lage            | 1663                    | Wegekreuz, 1663                                                     | BW                                      |
| Wegekreuz                        | an der K 35 Richtung Münstermaifeld-Sevenich |                         | Wegekreuzfragment                                                   | Direkt Bild zu diesem Denkmal hochladen |